# Donja Draguša
Donja Draguša (en serbe cyrillique : Доња Драгуша) est un village de Serbie situé dans la municipalité de Blace, district de Toplica. Au recensement de 2011, il comptait 84 habitants.

## Démographie
| 1948 | 1953 | 1961 | 1971 | 1981 | 1991 | 2002 | 2011 |
| ---- | ---- | ---- | ---- | ---- | ---- | ---- | ---- |
| 358  | 402  | 335  | 268  | 214  | 180  | 120  | 84   |

|  |